# Madubuko Diakité
Madubuko A. Robinson Diakité, född 17 december 1940, är en amerikansk-svensk människorättsjurist och dokumentärfilmare. Han har rest mycket i hela Afrika och frilansar för närvarande som gästföreläsare och konsult om afrikansk migration, den afrikanska diasporan, mänskliga rättigheter, filmhistoria och massmedia. Han är far till musikern Jason "Timbuktu" Diakité.

## Uppväxt
Diakité föddes i New York 1940. Efter föräldrarnas skilsmässa gifte hans mamma sig med en journalist från Nigeria, och han och hans tre syskon tillbringade större delen av tonåren där. Uppmuntrad av sin styvfars roll i kampen för självständighet från Storbritannien utvecklade Diakité sina egna intressen för journalistik och mänskliga rättigheter. När han återvände till New York på 1960-talet tog han en juristexamen vid La Salle Extension University 1967.

## Karriär
Inspirerad av dokumentärfilmare i New York vid den tiden tog han ett diplom i dokumentärfilmskapande vid New York Institute of Photography under George Wallach. Han kom till Sverige som utländsk student 1968 och tog en svensk fil.kand vid Institutionen för filmvetenskap, Stockholms universitet (1972-73) under ledning av professor Rune Waldekranz, dess grundare. 1973 vann Diakité ett hederspris för en film om ungdomar i Harlem vid Grenoble Festival of Short films samproducerad med SVT Malmö. Efter avslutade studier i filmhistoria (ABD) vid Stockholms universitet publicerade han utkastet till sin doktorsavhandling som en bok med titeln A Piece of The Glory: A Survey of African American Filmmakers and Their Struggles with Popular American Myths år 1992.
Han återvände till Nigeria där han startade filminstitutet vid Center for Nigerian Cultural Studies, Ahmadu Bello University. 1992 tog Diakité en svensk juristexamen vid Juridiska fakulteten, Lunds universitet, och en jurislicentiat 2007.
Diakité har publicerat artiklar om film och mänskliga rättigheter för flera internationella publikationer och har lett flera projekt om rättigheter för människor av afrikansk härkomst. Han är också utgivare av The Lundian Magazine, ett engelskspråkigt nyhetsbrev i Sverige, och ordförande för The English International Association of Lund, grundat 1987.
År 2008 utgav han Not Even in Your Dreams, ett delvist självbiografiskt verk om barnmisshandel i Afrika.
Diakité är för närvarande senior forskare emeritus på Raoul Wallenberg Institute i Lund.
Hans nuvarande forskning vid institutet undersöker fokus på afrikanska diasporafrågor. Han har också forskat om mänskliga rättigheter och migrantarbetare i Afrika.